# Боровик, Дмитрий
Дмитрий Боровик (эст. Dimitri Borovik; 24 января 1974, Таллин, Эстонская ССР) — эстонский биатлонист, входивший в состав национальной сборной с 1995 по 2006 годы.

### Карьера
Участник Олимпийских игр в Нагано, Солт-Лейк-Сити и Турине. Кроме того, Боровик был на 12 Чемпионатах мира.
- Лучший результат на Олимпийских играх — 18-е место в спринте в Нагано в личных гонках и 11-е место в Солт-Лейк-Сити в эстафете.
- Лучший результат на Чемпионатах мира — 17-е место в индивидуальной гонке в Ханты-Мансийске в 2000 году и 9-е место в эстафетах в Ханты-Мансийске в 2000 году и в Осрблье в 1997 году.
- Лучший результат на Кубка мира — 12-е место в индивидуальной гонке в Антерсельве в сезоне 2001/2002.

Кроме этого, Боровик удачно принимал участие в первенствах мира по Летнему биатлону. Он много раз становился призёром чемпионатов мира, в 2001 году выиграл спринт в Ямброжова, став вторым эстонским биатлонистом (после Индрека Тобрелутса), завоевавшим «золото» на чемпионате мира по летнему биатлону.
После сезона 2005/06 и неудачного выступления в Турине, а также с учётом финансовых проблем в сборной, Боровик вместе со своим партнером по сборной Янно Прантсом объявил о паузе в карьере. Однако в большой спорт они так и не вернулись.
В последнее время работал в боулинг-центре, принадлежащем его дяде.

### Кубок мира
- 1995—1996 — 65-е место
- 1997—1998 — 65-е место
- 2001—2002 — 55-е место
- 2002—2003 — 49-е место
- 2003—2004 — 81-е место
- 2004—2005 — 88-е место
- 2005—2006 — 88-е место

### Семейное положение
Женат. Дети Полина, Артур, Эвита.